# Klášter Saint-Michel de Cuxa

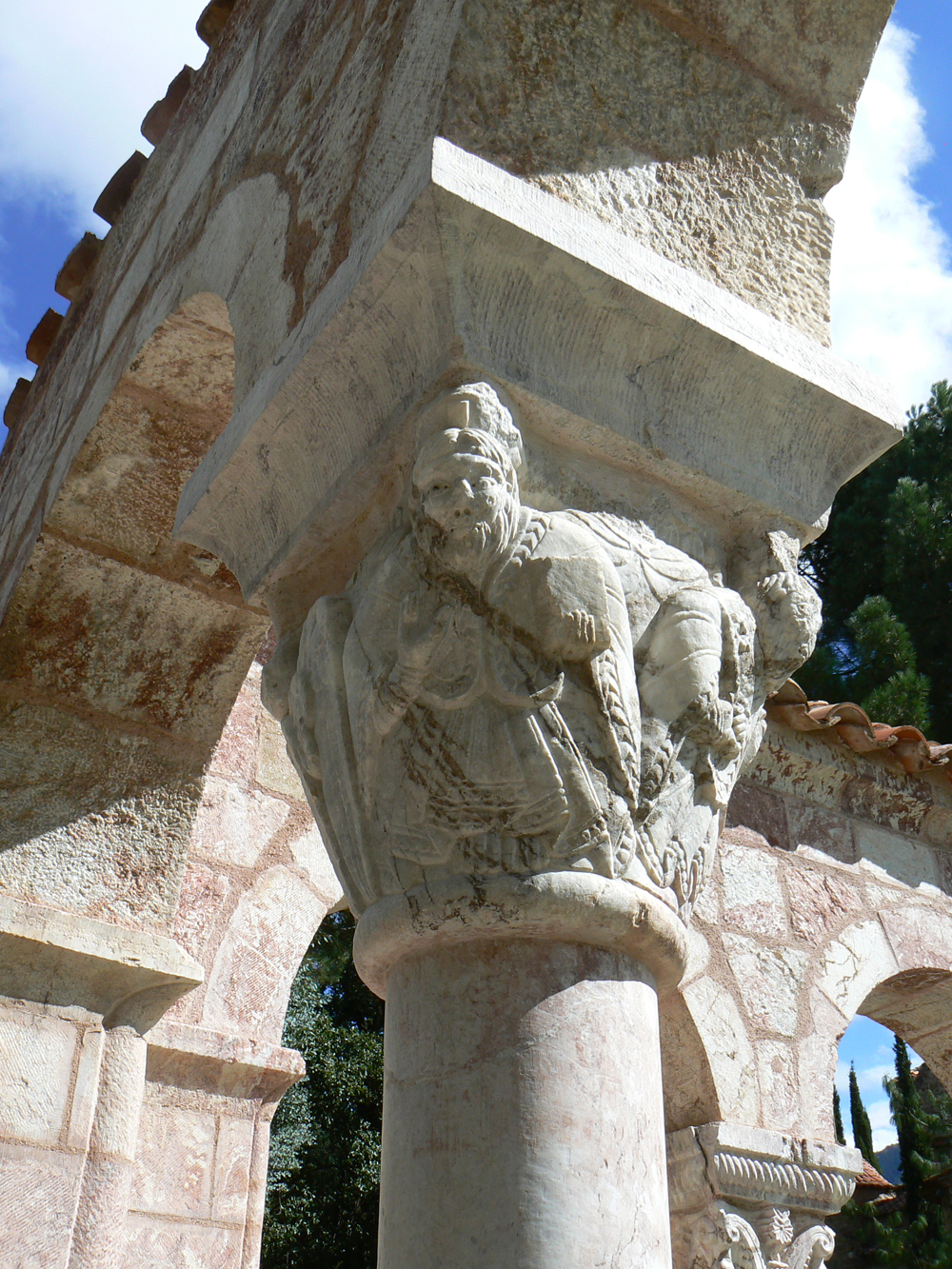
Detail hlavice sloupu křížové chodby

Klášter Saint-Michel de Cuxa je benediktinský klášter u francouzské obce Codalet v regionu Pyrénées-Orientales. Velká část architektonických prvků je dnes deponována v Metropolitním muzeu v New Yorku. Během 20. století a aktivitě perpignanského biskupství došlo k rozsáhlé rekonstrukci opatství a novému osazení mnichy.

## Historie
Počátky stavby jsou datovány do poloviny 9. století, kdy zde byla postavena kaple věnovaná sv. Germanovi. Roku 878 silné záplavy na řece Têt zničily klášter San Andrés de Eixalada a místní mniši byli nuceni přijmout útočiště v okolí. V červnu roku 879 byl pro řeholníky založen klášter Saint-Michel de Cuxa a majetek nově založeného kláštera byl rozšířen o majetky zničeného předchůdce. Roku 974 byl za účasti pěti biskupů vysvěcen trojlodní klášterní kostel sv. Michala s pěti či sedmi apsidami. O čtyři roky později se do klášterního ústraní v Pyrenejích uchýlil benátský dóže Petr Orseolo společně s poustevníkem Marinusem a sv. Romualdem.
Roku 1008 převzal opatský úřad biskup Oliba a započalo období největšího rozkvětu kláštera charakterizované mnoha stavebními úpravami.
Křížová chodba s plastickými zvířecími hlavicemi sloupů pochází z 12. století a je pravděpodobné, že stejní sochaři pracovali i na jižní empoře a tribunách kláštera Serrabone.